# Immeuble et piscine des Amiraux
L'immeuble et la piscine des Amiraux sont un immeuble d'habitation abritant une piscine publique, construits par Henri Sauvage entre 1922 et 1927 dans le 18e arrondissement de Paris, rues des Amiraux et Hermann-Lachapelle. Ils constituent un élément de la recherche architecturale pour construire des habitations à bon marché mais « hygiéniques ».

## Localisation
L'immeuble des Amiraux est situé dans le quartier de Clignancourt dans le 18e arrondissement de Paris. Il est encadré au nord par la rue des Amiraux, à l'ouest et au sud par la rue Hermann-Lachapelle, et à l'est par un autre immeuble.
L'entrée dans les logements d'habitation se fait au nord par le 13, rue des Amiraux et au sud par le 4, rue Hermann-Lachapelle, et l'entrée dans la piscine à l'ouest par le 6, rue Hermann-Lachapelle.

## Histoire

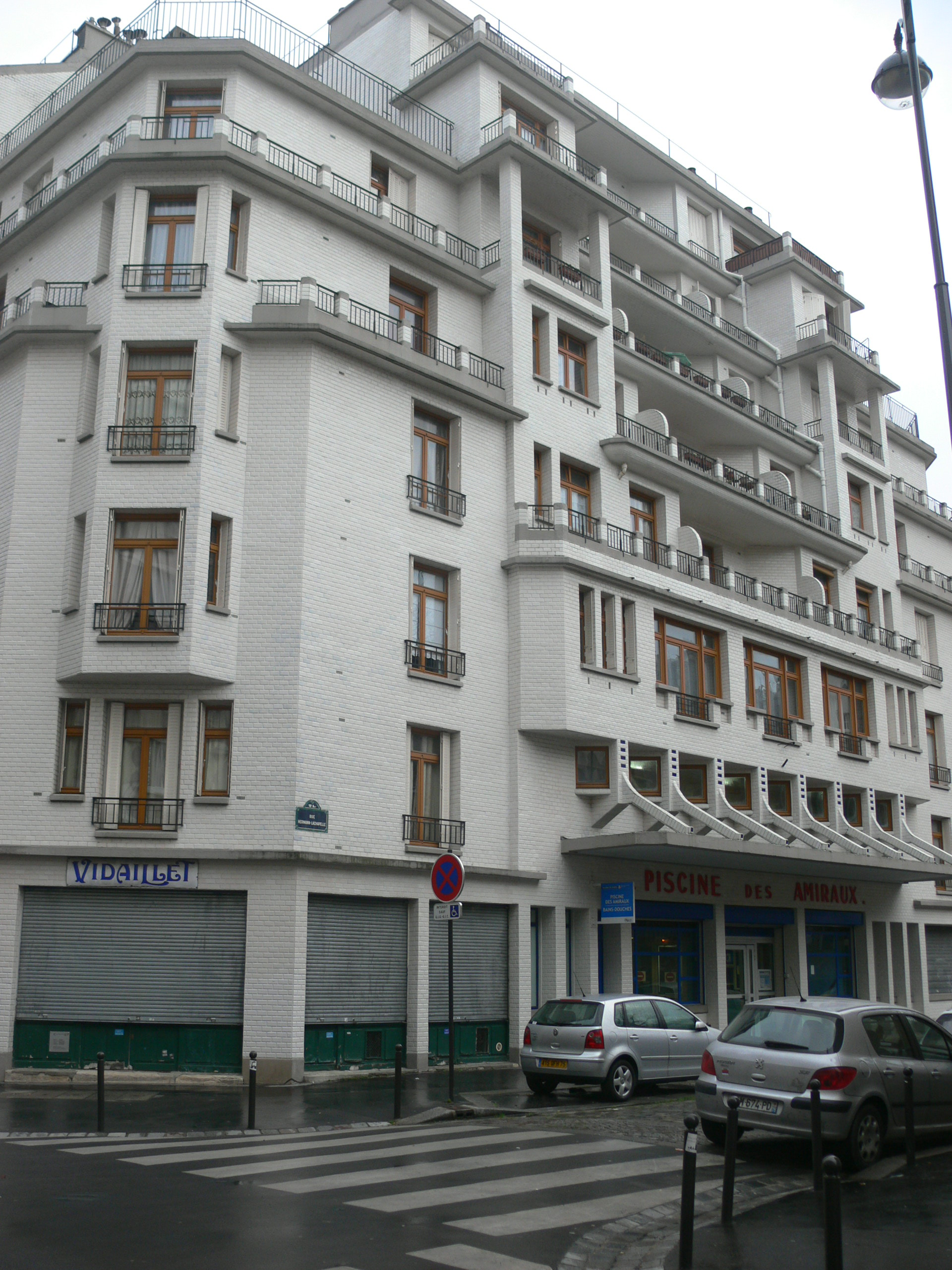
Façade sur la rue Hermann-Lachapelle et entrée de la piscine.

Henri Sauvage dirige depuis 1903 avec Charles Sarazin la Société anonyme de logements hygiéniques à bon marché, qui se situe dans le mouvement hygiéniste. La Ville souhaitant construire une « habitation à bon marché » sur un terrain de la rue des Amiraux, dans le 18e arrondissement de Paris, ils déposent un projet en 1916.
La construction commence en 1922 et s'achève en 1927. Alors que Sauvage désirait installer un cinéma dans la cour centrale, la ville décide d'y construire une piscine. Celle-ci est inaugurée en 1930. Elle a été rénovée en 1982-1983 par Patrick et Daniel Rubin. 
L'immeuble est inscrit aux monuments historiques le 25 juin 1986 ; cette inscription est annulée le 22 mars 1991, quand les façades, toitures et piscine sont classées, et les intérieurs inscrits.
Les façades sont restaurées entre 2004 et 2005 sous la direction de Gabor Mester de Parajd, architecte en chef des monuments historiques, , pour l'OPAC de Paris, devenu Paris Habitat. Les travaux ont consisté à restaurer les parements en céramique et à remplacer les menuiseries extérieures pour retrouver la matérialité et le dessin des menuiseries d'origine, mais également à mettre en conformité les pièces humides des appartements.
De 2015 à 2017, dans le cadre du plan « Nager à Paris », la piscine est rénovée et rétablie dans son aspect d'origine par l’architecte en chef des monuments historiques François Chatillon. Outre l'aspect esthétique, les travaux ont porté notamment sur la mise aux normes des installations, certaines en fin de vie, et sur la restauration de la structure de la piscine, l'humidité ayant corrodé les parties en acier de celle-ci.

## Description
L'immeuble compte 7 étages et 78 logements,. Il est construit en béton armé. Sauvage y emploie une forme en gradin déjà utilisée dans son immeuble du 26 rue Vavin (1913) afin de donner un balcon à chacun des logements. Son projet a été fortement mis en cause, essentiellement en raison de la perte de place (et donc du moindre nombre de logements réalisés) impliquée par cette décision.
Toujours pour des raisons d'hygiène, les façades sont recouvertes de carreaux de faïence blanche achetés aux établissements Boulenger de Choisy-le-Roi. Les caves des habitants sont paradoxalement situées au 4e et 5e étages.
La cour centrale est remplacée par une piscine, aujourd'hui municipale et ouverte au public, dont le bassin mesure 33 × 10 m. Cette piscine a la particularité d'avoir un système de vestiaires sans casiers : l'usager est invité à laisser ses affaires dans la cabine numérotée où il s'est changé dont il claque la porte en sortant pour la verrouiller. Après sa baignade, il demande à un employé d'ouvrir sa cabine pour récupérer ses affaires. Les cabines se trouvent aux premier et second étages autour du bassin. Ce dispositif est également celui de la piscine Pontoise.

## Cinéma
La piscine des Amiraux apparaît dans le film Le Fabuleux Destin d'Amélie Poulain, réalisé par Jean-Pierre Jeunet.